# Sender Patscherkofel
Der Sender Patscherkofel ist eine Gruppe von Sendeanlagen auf der Spitze des Patscherkofels in den Tuxer Alpen bei Innsbruck.
Der Sendeturm ist ein 50 Meter hoher, freistehender Stahlfachwerkturm von ungewöhnlicher Bauart, der von 1954 bis 1958 errichtet wurde und auf dessen Spitze ein GFK-Antennenzylinder bis in eine Höhe von 67 Meter ragt. Ursprünglich war der gesamte Mast ein gleichförmiges Stahlgerüst mit viereckigem Querschnitt. 1980 wurde das Stahlgerüst bis auf das untere Drittel zurückgebaut und der Sendeturm erhielt seine heutige Raketenform mit aufgesetztem Antennenträger. Neben der Hauptsendeanlage, die von einer Tochterfirma des ORF, der ORS GmbH, betrieben wird, existieren Anlagen der Telekom Austria und anderer Betreiber, etwa Feratel (Wetterpanorama-Richtfunkstrecken), TETRA-Funkdienste, Flugfunkkanäle des Innsbrucker Flughafens und andere analoge BOS-Funkdienste.
Nordwestlich davon befindet sich das Innsbruck Radar der Austro Control für den Flughafen Innsbruck.
Der interne Name der ORS-Sendeanlage lautet „INNSBRUCK1“.

## Frequenzen und Programme

### Analoger Rundfunk (UKW)
Vom Patscherkofel werden folgende UKW-Radioprogramme gerichtet gesendet: Auf Grund der guten Höhenlage auf 2300 m können die Programme auch in vielen Teilen Bayerns und Italiens empfangen werden.
| UKW-Frequenz [MHz]      | Sendername       | RDS-PS    | Senderlogo | PI-Code               | Regionalprogramm | ERP [kW] |
| ----------------------- | ---------------- | --------- | ---------- | --------------------- | ---------------- | -------- |
| 088,5                   | Hitradio Ö3      | __OE_3__  |            | A203                  | –                | 45       |
| 089,4 (derzeit inaktiv) | oe24 Radio       | _OE_24_   |            | A3E0/ AAE0 (regional) | Tirol/Vorarlberg | 00,54    |
| 090,7                   | Radio U1 Tirol   | U1*TIROL  |            | AA54                  | –                | 00,63    |
| 092,5                   | Ö1               | __OE_1__  |            | A201                  | –                | 45       |
| 096,4                   | Radio Tirol      | ORF Tirol |            | AA0A                  | Tirol            | 45       |
| 101,4                   | FM4              | __FM4___  |            | A213                  | –                | 45       |
| 101,8                   | Life Radio Tirol | _*LIFE*_  |            | AA40                  | –                | 00,63    |
| 106,5                   | kronehit         | kronehit  |            | A3FF/ AAFF (regional) | Tirol            | 31       |
| 107,1                   | 88.6 T-Rock      | *T-ROCK*  |            | AA64                  | –                | 00,68    |

Weitere UKW-Radioprogramme wie Antenne Tirol werden vom Sender Schlotthof verbreitet.

### Digitaler Hörfunk (DAB+)
DAB wird in vertikaler Polarisation und im Gleichwellenbetrieb mit anderen Sendern ausgestrahlt. Seit 11. Dezember 2019 wird der Österreichische Bundesmux I im Kanal 5B gesendet.
| Block           | Programme | ERP (in kW) | Antennen- diagramm rund (ND), gerichtet (D) | Gleichwellennetz (SFN) |
| --------------- | --- | ----------- | ------------------------------------------- | --- |
| 5B DAB+ Austria | DAB-Block des österreichischen Bundesmux: - #Radio ONE (80 kbit/s) - * 88,6 * (72 kbit/s) - Antenne Österreich (72 kbit/s) - arabella HOT (72 kbit/s) - arabella MAGIC (72 kbit/s) - Energy (96 kbit/s) - ERF Süd (40 kbit/s) - jö.live (72 kbit/s) - KLASSIK RADIO (72 kbit/s) - Mein Kinderradio (40 kbit/s) - oe24 Radio (72 kbit/s) - Radio Maria Österreich (72 kbit/s) - Radio Stephansdom Klassik (72 kbit/s) - Rock Antenne (72 kbit/s) - Schlagerradio Flamingo (72 kbit/s) - WELLE 1 (72 kbit/s) - ORS EPG (16 kbit/s Daten) - ORS TPEG (8 kbit/s Daten, geplant) | 10          | D (30–60°)                                  | - Salzburg: Salzburg (Gaisberg) - Tirol: Innsbruck (Patscherkofel) - Vorarlberg: Bregenz (Pfänder) in Planung: (Tirol): Reutte (Hahnenkamm), Hopfgarten (Hohe Salve), Landeck (Krahberg)            |
| 8B MUX III-T    | - #Radio Rot Weiss Rot (112 kbp/s) - #Super 80s (112 kbp/s) - *SOL* (56 kbp/s) - ARABELLA (72 kbp/s) - Antenne Hit (72 kbp/s) - Flash 90s (72 kbp/s) - Beats Radio (72 kbp/s) - LoungeFM (40 kbp/s) - Inforadio (40 kbp/s) - Musiksender GÖD (72 kbp/s) - Nostalgie (96 kbp/s) - Superfly (72 kbp/s) - Radio VM1 (72 kbp/s) - Radio Bollerwagen (72 kbp/s) - XXXL RADIO (72 kbp/s) - SPI (16 kbp/s Daten) | 10          | D                                           | - Burgenland: Rechnitz (Hirschenstein) - Oberösterreich: Linz (Lichtenberg) - Steiermark: Bruck an der Mur (Mugel), Graz (Schöckl), Schladming (Hauser Kaibling) - Tirol: Innsbruck (Patscherkofel) |
| 8D Mux II Tirol | regionaler DAB-Block Tirol: - Antenne Tirol (geplant) - Life Radio Tirol (72 kbp/s) - Radio MediaMarkt (72 kbp/s) - Radio U1 (72 kbp/s) - SPI (16 kbp/s Daten) | 10          | D                                           | Innsbruck (Patscherkofel) koordiniert (Nordtirol): Reutte (Hahnenkamm), Kufstein (Kitzbüheler Horn), Landeck (Krahberg)                                                                             |

Bis Dezember 2008 wurde von der ORS-Sendeanlage Patscherkofel auch digitales Radio (DAB) gemeinsam mit der Sendeanlage Seegrube auf (Kanal 12C) abgestrahlt.
Seit Oktober 2020 werden in Südtirol die ORF-Programme Ö1, Radio Tirol, Ö3 und FM4 über den DAB+ Sender Brenner bzw. Hühnerspiel der Rundfunk-Anstalt Südtirol im Kanal 10D verbreitet, der Reichweiten bis Innsbruck ermöglicht.

### Digitales Fernsehen (DVB-T/DVB-T2)
Vom Patscherkofel werden folgende TV-Programme ausgestrahlt: Viele Sender werden verschlüsselt über SimpliTV vertrieben:
| Multiplex                     | Kanal | Frequenz  | Programme im Bouquet                                                                                                 | ERP [kW] | Polarisation horizontal (H)/ vertikal (V) |
| ----------------------------- | ----- | --------- | --- | -------- | ----------------------------------------- |
| ORS MUX A (DVB-T2)            | K24   | (498 MHz) | ORF 1, ORF 1 HD, ORF 2 Wien, ORF 2 Tirol HD, ORF 2 Vorarlberg HD, ORF 2 Kärnten HD, ORF III HD, ORF SPORT + HD       | 063      | H                                         |
| SimpliTV MUX B                | K27   | (522 MHz) | ATV HD, ServusTV HD, RTL HD, 3sat HD, HGTV, Puls 4, ATV2, ZDFinfo                                                    | 100      | H                                         |
| MUX C Unterinntal und Wipptal | K36   | (594 MHz) | oe24 TV, Welt, kabel eins Doku austria, ProSieben Maxx Austria, Hope TV, Comedy Central, tirol tv                    | 063      | H                                         |
| SimpliTV MUX D                | K37   | (602 MHz) | BR Fernsehen Süd HD, Arte HD, Sat.1 Gold, Super RTL, n-tv, Phoenix, Nickelodeon, DMAX, RTLup, NITRO, One             | 100      | H                                         |
| SimpliTV MUX E                | K23   | (490 MHz) | Das Erste HD, ZDF HD, ZDFneo HD, KiKA, RTL II, Sixx, kabel eins, Eurosport, Playboy TV, Sport1                       | 100      | H                                         |
| SimpliTV MUX F                | K22   | (482 MHz) | Sat.1 HD, ProSieben HD, Puls 4 HD, VOX HD, Disney Channel, CNN, Deluxe Music, NDR Fernsehen (Niedersachsen), Puls 24 | 100      | H                                         |

Über DVB-T-Kanal 23 wurden ebenfalls die MHP-Datendienste ORF OK und ATV OK übertragen. Das Versorgungsgebiet reicht im mittleren Inntal etwa von Telfs bis Schwaz und teilweise in das nördliche Wipptal.

### Analoges Fernsehen (PAL)
Bis zur Umstellung auf DVB-T am 7. Mai 2007 wurden folgende Programme in analogem PAL gesendet:
| Kanal | Frequenz (MHz) | Programm      | ERP (kW) | Polarisation horizontal (H)/ vertikal (V) |
| ----- | -------------- | ------------- | -------- | ----------------------------------------- |
| 23    | 487,25         | ORF 2 (Tirol) | 600      | H                                         |
| 29    | 535,25         | ORF 1         | 550      | H                                         |
| 36    | 591,25         | ATV           | 600      | H                                         |
| 60    | 783,25         | ORF 2 (Tirol) | 002 001  | H V                                       |
| 62    | 799,25         | ORF 1         | 002 001  | H V                                       |